# Anotosaura collaris
Anotosaura collaris är en ödleart som beskrevs av  Ayrton Amaral 1933. Anotosaura collaris ingår i släktet Anotosaura och familjen Gymnophthalmidae.

## Underarter
Arten delas in i följande underarter:
- A. c. vanzolinia
- A. c. collaris